# Справа Парадайна (фільм)
«Справа Парадайна» (англ. The Paradine Case) — американська кримінальна мелодрама режисера Альфреда Гічкока 1947 року, знята за мотивами однойменного роману Роберта Гіченса.

## Сюжет
Маддалена Ганна Парадайн звинувачується у вбивстві свого чоловіка. У поліції є всі підстави взяти її під варту; молода вродлива жінка була в шлюбі з літнім сліпим відставним військовим. У суді Ганну захищає успішний адвокат Ентоні Кін.
В ході процесу Ентоні Кін закохується в Анну і готовий піти на що завгодно, лише б їй винесли виправдувальний вирок. Кін вирішує спробувати побудувати захист на тому, щоб відвести звинувачення від його клієнтки, звернувши увагу на дивну поведінку слуги Парадайна Андре Латура. Опитування свідка з пристрастю закінчується тим, що Андре після засідання суду закінчує життя самогубством. Ганна у відчаї зізнається у вбивстві, заради того, щоб залишитися зі своїм коханцем Андре Латуром.

## У ролях
- Грегорі Пек — Ентоні Кін, адвокат
- Енн Тодд — Гей Кін, дружина Ентоні
- Аліда Валлі — місіс Маддалена Анна Парадайн
- Чарлз Лоутон — суддя Томас Хорфілд
- Чарльз Коберн — Сер Саймон Флекер
- Етель Беррімор — Софі Хорфілд
- Луї Журдан — Андре Латур
- Лео Дж. Керролл — Сер Джозеф
- Джоан Тетцел — Джуді Флекер

## Цікаві факти
- Правильна вимова прізвища головної героїні — Парадін. Саме так її вимовляють у фільмі. Отже, правильним перекладом назви українською мовою є «Справа Парадін».
- У 1948 році фільм номінувався на премію «Оскар» за найкращу жіночу роль другого плану (Етель Беррімор).
- Камео Гічкока — пасажир з контрабасом, що виходить з поїзда.